# Чемпионат Азербайджана по борьбе 2019
Чемпионат Азербайджана по борьбе 2019 года проходил в Баку с 4 по 6 декабря. Соревнования среди мужчин проходили по вольной и греко-римской борьбе в олимпийском центре «Серхедчи». Всего разыгрывалось 20 комплектов медалей.
Согласно регламенту турнира, сначала определялись финалисты и проводились утешительные схватки, а на следующий день определялись призёры. 4 декабря первыми на арену вышли борцы вольного стиля. Церемония открытия чемпионата состоялась 5 декабря.

## Медалисты

### Вольная борьба
| Категория | Золото                          | Серебро                             | Бронза                                                                |
| --------- | ------------------------------- | ----------------------------------- | --------------------------------------------------------------------- |
| до 57 кг  | Афган Хашалов «Зенит»           | Парвиз Ибрагимов Апшеронский район  | Алиаббас Рзазаде «Зенит» Шахин Мухтаров МВД                           |
| до 61 кг  | Интигам Велизаде «Нефтчи»       | Руслан Гасымов «Зенит»              | Мирджалал Гасанзаде Апшеронский район, «Зирвя» Рамиз Гасанов Гянджа   |
| до 65 кг  | Али Рагимзаде МВД               | Ахмеднаби Гварзатилов «Атаспорт»    | Давуд Ибрагимов «Атаспорт» Аскер Мамедалиев МЧС                       |
| до 70 кг  | Агагусейн Мустафаев ЦСКА        | Гитинамагомед Гаджиев «Атаспорт»    | Туран Байрамов Гянджа Джабраил Гаджиев «Атаспорт»                     |
| до 74 кг  | Гаджимурад Омаров «Атаспорт»    | Джошгун Азимов ЦСКА                 | Насиб Исаев ЦСКА Ашраф Аширов ЦСКА                                    |
| до 79 кг  | Абубакр Абакаров «Атаспорт»     | Рашад Юсифли Апшеронский район, МВД | Равиль Бабазаде Ленкоранский район Агиль Фейруззаде Апшеронский район |
| до 86 кг  | Осман Нурмагомедов «Атаспорт»   | Ибрагим Юсубов Газахский район      | Орхан Аббасов ЦСКА Гаджимурад Магомедсаидов «Атаспорт»                |
| до 92 кг  | Шамиль Зубаиров «Атаспорт»      | Кянан Алиев Газахский район         | Ислам Ильясов Апшеронский район, МВД Саидбек Залибеков «Атаспорт»     |
| до 97 кг  | Чингиз Ализаде Газахский район  | Нурмагомед Гаджиев «Атаспорт»       | Хаял Ханмурадов МВД Темраз Исмаилов Агстафинский район                |
| до 125 кг | Айдын Ахмедов Апшеронский район | Роман Бекиров Апшеронский район     | Ислам Абуев «Атаспорт» Турхан Гурбанов ЦСКА                           |

### Греко-римская борьба
| Категория | Золото                                     | Серебро                      | Бронза                                                    |
| --------- | ------------------------------------------ | ---------------------------- | --------------------------------------------------------- |
| до 55 кг  | Ибрагим Нуруллаев ЦСКА                     | Зияд Зейналов «Нефтчи»       | Зульфугар Алиев Сумгаит, «Тахсил» Зия Бабашов ЦСКА        |
| до 60 кг  | Сакит Гулиев «Нефтчи», ЦСКА                | Мурад Базаров ЦСКА           | Эмиль Аскеров «Пахлеван» Ряван Раджабов Сумгаит, «Тахсил» |
| до 63 кг  | Талех Мамедов «Нефтчи», «Гёмрюкчю»         | Мурад Мамедов «Нефтчи», ЦСКА | Эльшад Мамедов «Гёмрюкчю» Заур Нуриев «Мэхсул»            |
| до 67 кг  | Исламбек Дадов «Атаспорт»                  | Намаз Рустамов «Гёмрюкчю»    | Орхан Эйвазов ЦСКА Микаил Рахманов ЦСКА                   |
| до 72 кг  | Ульви Ганизаде «Нефтчи», ЦСКА              | Санан Сулейманов «Нефтчи»    | Азад Алиев «Гёмрюкчю» Рухин Микаилов «Нефтчи»             |
| до 77 кг  | Тунджай Везирзаде «Нефтчи»                 | Рустам Алиев МВД             | Насир Гасанов МВД Сайяд Алиев «Гёмрюкчю»                  |
| до 82 кг  | Эльвин Мурсалиев «Нефтчи»                  | Ниджат Абдуллаев ЦСКА        | Элмаддин Рамазанов «Нефтчи» Шамистан Гулузаде «Пахлеван»  |
| до 87 кг  | Ислам Аббасов Губадлинский район, «Нефтчи» | Элтун Везирзаде «Нефтчи»     | Аслан Мамедли МВД Мухаммед Алхаслы МВД                    |
| до 97 кг  | Орхан Нуриев «Нефтчи»                      | Замир Магомедов «Атаспорт»   | Ариф Нифтуллаев «Нефтчи», ЦСКА Угур Гаджилы ЦСКА          |
| до 130 кг | Оян Назариани «Атаспорт»                   | Бека Канделаки «Атаспорт»    | Антон Ботев «Атаспорт» Нофел Гейдаров «Пахлеван»          |